# حي هرو لندن
حي هرو لندن هو قسم إداري في لندن، في المملكة المتحدة، يقع في لندن الكبرى، بلغ عدد سكانه 247,100  نسمة وذلك حسب إحصائيات سنة 2015، تبلغ مساحته 50.47 كيلومتر مربع، رمزه البريدي هو HA، وNW، وUB.

## الموقع
يشترك في الحدود مع:
- منطقة بارنت في لندن.

## مدن توأم
المدن التوأم:
- دواي.

## أعلام
- والتر تورنر
- إليوت وارد
- يان بورغس
- قاي باتلر
- ويليام هنري بيركن
- فيليب غلنيستر
- جيمي كار
- ايان ديوري
- روجر بانستر
- تمبل شوفالييه